# Ereshkigal Corona
Ereshkigal Corona est une corona, formation géologique en forme de couronne, située sur la planète Vénus par 21° N et 84,5° E. Elle est localisée dans le quadrangle d'Hestia Rupes. Elle a été nommée en référence à Ereshkigal, déesse de la nature et de la fertilité en Mésopotamie. 

## Géographie et géologie
Ereshkigal Corona couvre une surface circulaire d'environ 320 km de diamètre. 